# Perizoma alaskae
Perizoma alaskae là một loài bướm đêm trong họ Geometridae.